# Державний кордон Камеруну

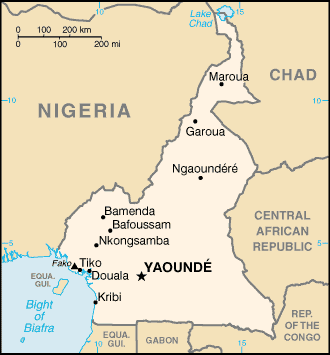
Карта Камеруну

Державний кордон Камеруну — державний кордон, лінія на поверхні Землі та вертикальна поверхня, що проходить по цій лінії, що визначають межі державного суверенітету Камеруну над власними територією, водами, природними ресурсами в них і повітряним простором над ними.

## Сухопутний кордон
Загальна довжина кордону — 5018 км. Камерун межує з 6 державами. Уся територія країни суцільна, тобто анклавів чи ексклавів не існує. 
Ділянки державного кордону
| Держава                          | Ділянка        | Довжина (км) | Прикордонні регіони | Примітки |
| -------------------------------- | -------------- | ------------ | ------------------- | -------- |
| Центральноафриканська Республіка | схід           | 901          |                     |          |
| Чад                              | схід           | 1116         |                     |          |
| Республіка Конго                 | південний схід | 494          |                     |          |
| Екваторіальна Гвінея             | південь        | 183          |                     |          |
| Габон                            | південь        | 349          |                     |          |
| Нігерія                          | захід          | 1975         |                     |          |

## Історичні кордони

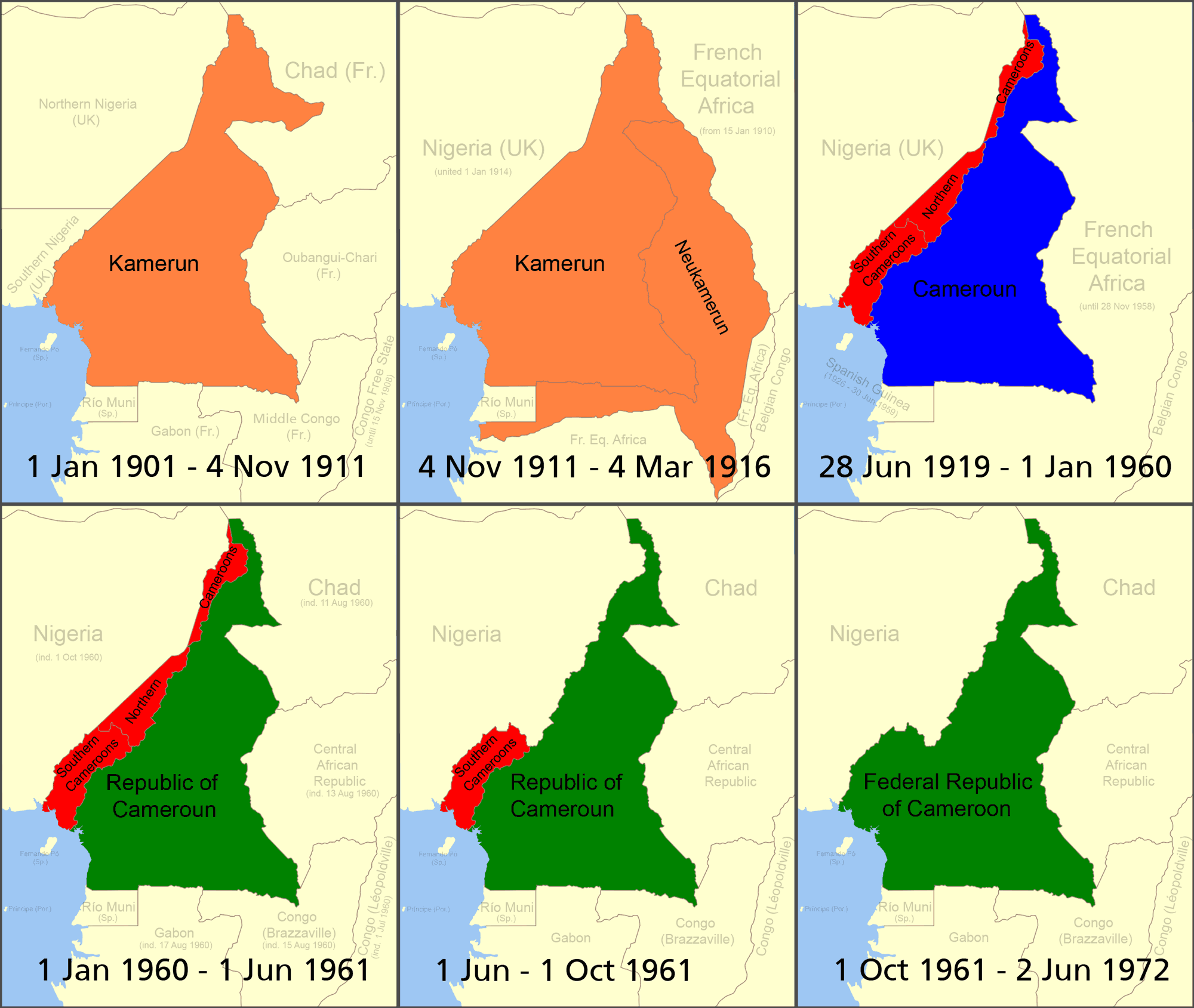
Еволюція території Камеруну 1901—1972 роки

## Морські кордони
Камерун на південному заході омивається водами затоки Біафра, що є частиною Гвінейської затоки Атлантичного океану. Загальна довжина морського узбережжя 402 км. Згідно з Конвенцією Організації Об'єднаних Націй з морського права (UNCLOS) 1982 року, протяжність територіальних вод країни встановлено в 12 морських миль (22,2 км). Прилегла зона, що примикає до територіальних вод, в якій держава може здійснювати контроль, необхідний для запобігання порушень митних, фіскальних, імміграційних або санітарних законів, простягається на 24 морські милі (44,4 км) від узбережжя (стаття 33).